# The Tuss
The Tuss es un proyecto musical del artista irlandés Richard D. James (Aphex Twin), publicado bajo el alias "Brian y Karen Tregaskin" y editado bajo el sello Rephlex. Aunque James no ha constatado públicamente que The Tuss sea otro de sus aliases, su discografía está puesta a la venta en la tienda online de Aphex Twin.

## Discografía

### Álbumes
- Rushup Edge (Vinilo, CD) - 2007

### EP's
- Confederation Trough (Vinilo, CD) - 2007